# Cobos de Cerrato

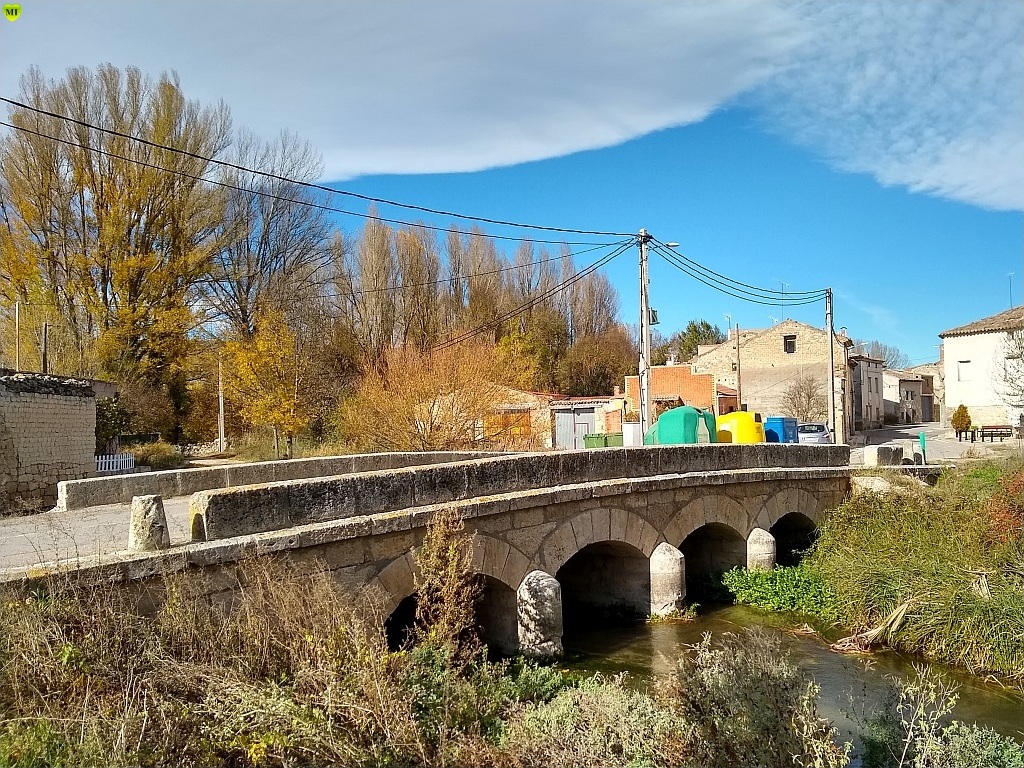
Puente sobre el río Franco

Cobos de Cerrato es un municipio y villa española en la comarca de El Cerrato, provincia de Palencia (comunidad autónoma de Castilla y León). El río Franco, de gran valor medioambiental reconocido, atraviesa la localidad y término municipal de este a norte.

## Topónimo
El significado del topónimo de Cobos tiene el mismo significado que cubos o torre redonda. Ya en octubre del año 1081 se le citaba en la documentación de Cardeña como Cobo, si bien en 1352 en el Becerro de los Behetrías se le citaba como “Cuevas” que parece una frecuente cacofonía del Becerro de las behetrías de Castilla. Pero no quiere decir que Cobos no tenga por ello significado de lugar de cuevas, como alguien defiende, sino como hemos dicho lugar de cubos o torres redondas. 

## Geografía
Su término municipal incluye el caserío de San Juan de Castellanos.
- Máxima altura sobre nivel del mar: 923 m (pico Concejera)
- Carreteras a Royuela de Río Franco, Baltanás y N-622.
- Limita con los términos de Tabanera de Cerrato, al O.; Royuela de Río Franco, al E.; Torrepadre, al N.; y Antigüedad, al S.
- Clima: Mediterráneo continentalizado, de veranos suaves.
- Precipitación (lluvia, nieve): De 400 a 600 mm

Otras alturas: Torbolloso (918 m).
En 1930, el municipio de Cobos de Cerrato estaba conformado por la villa y las cortesías de Hoyales, La Rellosa, San Juan de Castellanos y San Miguel. Ya en 1955, dejó de pertenecer a la archidiócesis de Burgos y pasó a formar parte de la diócesis palentina.
Los terrenos de su término municipal están constituidos por depósitos aluviales del Cuaternario. Suelos de rendzina.
- Vecinos: 85 (1853),[2] 111 (1877), 119 (1887), 120 (1897), 129 (1900),   141 (1910), 153 (1920), 169 (1930), 143 (1940), 183 (1950), 169 (1960), 108 (1970), 96 (1981), 93 (1991), 86 (2001)
- Habitantes (de derecho): 395 (1877), 462 (1887), 449 (1897), 486 (1900), 550 (1910), 575 (1920), 697 (1930), 693 (1940), 762 (1950), 627 (1960), 371 (1970), 312 (1981), 263 (1991), 233 (2001).

El Ramal 1 (Tordómar-Vertavillo) de la Cañada Real Burgalesa atraviesa el extremo meridional del término municipal de Cobos de Cerrato.
En 1863, la Diputación Provincial aprobó el plan de caminos vecinales, a cargo de fondos propios, por el que se construyó el camino vecinal de Espinosa de Cerrato a Astudillo por Royuela de Río Franco y Cobos.

## Historia
El origen del asentamiento humano de Cobos es prehistórico, teniéndose constancia de algunos vestigios arqueológicos aparecidos y fechados en la Edad del Bronce.
En 1074, formaban parte del Alfoz de Palenzuela los lugares de "Seoguela" (despoblado de Sequilla) y "Castellanos" (granja de San Juan de los Castellanos), ambos del término de esta localidad. Años antes de apareciera Cobos documentado, el 2 de agosto de 1052, se documentó el actual despoblado cobeño de Quintanilla o San Martín ("et in Rivo de Francos Quintaniella de Faton"). Faton era nombre de persona, por lo que bien podría tratarse de su propietario o fundador.
En 1081, García Gundisalbiz y su esposa Eldoara
cedieron a la abadía de San Pedro de Cardeña, entre otros bienes, una viña en el lugar de "Covo" (Cobos de Cerrato). Ese mismo año, nos dice el cartulario de Cardeña, el pueblo era referido como "de illo Cobo qui fuit de Rapinato" (11 de octubre de 1081).
Para el medievalista Gonzalo Martínez Díez, el siglo XII vería establecerse a algunos francos (franceses, alemanes) muy probablemente, que dieron nombre al río Franco, que en el siglo X se denominaba Tortillo.
A mediados del siglo XIV, el pueblo aparecía en el Becerro de las Behetrías de Castilla como Cuevas de Riofrancos. Era lugar de behetría del célebre Juan Rodríguez de Sandoval, gozando del señorío natural del lugar los Lara , Villalobos, Castañeda y don Pedro hijo de Diego de Haro. Este mismo año de 1352 se documentó Quintaniella de Rivo Francos, que actualmente es el despoblado cobeño de Quintanilla.
Según un documento de 24 de enero de 1475, el caserío de Castellanos aún existía en el siglo XV. Sus términos lindaban con los de Cobos y Hontoria de Riofrancos y posiblemente se encontraba a orillas del río Franco. En esa misma fecha, Isabel la Católica impuso a los pueblos de la merindad de Cerrato la contribución de 335.223 maravedís, determinando lo que se correspondía a cada uno de ellos: "A vos el conçejo de Cobos, cinco mill e quinientos e diez e syete mrs." (Segovia, 24 de enero de 1475).
En 1488, el concejo de Cobos recibió carta para que pagase a Doña María de Castañeda ciertos maravedís, que pertenecían a Pero Muñoz de Guzmán, copero mayor de Fernando II el Católico.
Con fecha de 28 de febrero de 1556, el Concejo de Cobos inició pleito ante la Chancillería de Valladolid contra el de Palenzuela sobre el derecho de pasto y aprovechamiento del lugar de Castellanos.
En el siglo XVII, Cobos, con otras cinco localidades del partido de Palenzuela, solicitó el privilegio de villazgo (categoría de villa). El Consejo de Castilla, con fecha 24 de marzo de 1677, sentenció tras un pleito la validez de los derechos de villazgo de los seis lugares.
En 1697, el vicario Andrés Alonso se informaba con testigos en Cobos de Cerrato que en este lugar tenía heredades el convento de Santa Clara de Tórtoles, y cómo se efectuaba la distribución de los diezmos.
En los años medios del siglo XVIII, Cobos era una villa de señorío, aunque se mantenía un pleito por ello entre la duquesa de Álaba y el conde de Benavente, encargado este de la administración de la villa. Ya en 1785, era villa secular con alcalde pedáneo. Años después, en 1795, Antonio Vegas describía el pueblo como sigue: "Cobos de Riofranco, Villa de España en Castilla la Vieja, en la provincia de Valladolid, Partido de Palenzuela, es pueblo de señorío secular, con alcaldes pedáneos". Cobos era un enclave de la antigua provincia de Valladolid en El Cerrato Norte y así continuó hasta la creación de la actual provincia de Palencia en 1833. 
Durante la Guerra de la Independencia (1808-1814), la partida guerrillera de Juan de Tapia estuvo muy activa en toda la provincia de Palencia y las de El Empecinado, Porlier y Manuel Fuentes en el sur de la provincia. La Primera Guerra Carlista (1833-1840) en la provincia de Palencia fue novelada por el escritor Ignacio Martín Verona en Crónica de una conspiración carlista. con el Canal de Castilla y la geografía palentina como referentes continuos.
Cobos de Cerrato, llamado a mediados del siglo XIX, Cobos de Río Franco contó en el siglo XIX con entradas o reseñas en publicaciones extranjeras como Dictionnaire géographique universel, par une société de géographes (1826), Dictionnaire géographie universel (1839), de Auguste Wahlen, o A Gazetteer of the World (1856), de la Royal Geographical Society. 
En 1847, Cobos era villa con Ayuntamiento del Partido Judicial de Baltanás en la Provincia de Palencia. Su población era de 85 vecinos (442 habitantes) y había 60 casas.
A mediados del siglo XIX, en tiempos del diccionario de Madoz, el pueblo se llamaba Cobos de Río Franco y contaba "con 60 casas muy antiguas y de mala construcción, la consistorial muy deteriorada, una escuela de primeras letras concurrida por unos 12 alumnos, cuyo maestro está dotado con 30 fanegas de centeno; una iglesia parroquial bajo la advocación de San Román, servida por un beneficiado mayor y un racionero".
En 1857, la escuela de Cobos estaba dotada con 1750 reales. Un año después, en 1858, el Ayuntamiento de Cobos publicitó una plaza de cirujano con una dotación 130 fanegas de trigo, casa y leña. Ya en 1919, Cobos tenía una dotación de 750 pesetas por la asistencia a las familias pobres, más las igualas. Años más tarde, en 1934, Eugenio Pisano ejercía de practicante en Cobos.
En 1874, Cobos contaba con 401 habitantes, 102 casas, 26 cuevas, 2 molinos y 2 ermitas.
En 1923, la compañía burgalesa Autocares Javier de Miguel Moreno empezó a realizar el servicio de transporte de viajeros de Cobos de Cerrato a Palencia.
En 1948, encontramos a un vecino de Cobos de Cerrato suscriptor de la publicación Cultura bíblica.
La electricidad llegó hace muchos años a Cobos, incluso en el pueblo se producía parte de la que se consumía. La electricidad de la central hidroeléctrica de Torrepadre llegó a Cobos el 3 de agosto de 1929. En 1954, Don Ulpiano Romero suministraba electricidad desde su central hidroeléctrica de 20 KVA situada en el tramo cobeño del río Franco.
Cobos de Cerrato formó parte de la diócesis de Burgos hasta 1956, año en el que pasó a la de Palencia. Era uno de los pueblos del partido judicial de Baltanás, que fue incorporado al de Palencia en la déceda de 1970.
Cobos tuvo su primera web en 1999, una iniciativa de Alberto González García. En 2009, los contenidos de la web pasaron a la http://www.cobosdecerrato.com.

### SigloXIX
Así se describe a Cobos de Cerrato en la página 495 del tomo VI del Diccionario geográfico-estadístico-histórico de España y sus posesiones de Ultramar, obra impulsada por Pascual Madoz a mediados del siglo XIX:

COBOS DE RIOFRANCO

Villa con ayuntamiento en la provincia de Palencia (8 leguas), partido judicial de Baltanás (4), diócesis de Burgos (8), audiencia territorial y capitanía general de Valladolid (13).
Situada en un valle rodeado de elevadas cuestas que la defienden de casi todos los vientos y con especialidad de los del N; es pueblo bastante enfermizo, siendo el mal que más aqueja a sus habitantes las tercianas y cuartanas, efecto de lo muy pantanoso que es el terreno en que se halla.
Tiene 60 casas muy antiguas y de mala construcción, la consistorial muy deteriorada, una escuela de primeras letras concurrida por unos 12 alumnos, cuyo maestro está dotado con 30 fanegas de centeno; una iglesia parroquial bajo la advocación de San Román, servida por un beneficiado mayor y un racionero, ambos patrimoniales; 2 ermitas extramuros medio arruinadas, dedicada la una al Santo Cristo de la Vera Cruz, y la otra a Nuestra Señora de Riofranco; un cementerio próximo a la parroquia y muchas y abundantes fuentes de buenas aguas fuera de la población, de las que se surten los vecinos, así como también de las del río.
Confina el término N la granja de Hontoria; E Torre-Padre; S la granja de Olmos, y O Royuela.
El terreno participa de algunos pequeños valles y de bastante monte; estos se encuentran entre N, S y O, y forman cordillera que enlazan con las de las dos granjas referidas de Olmos y Hontoria; en la parte llana se labran como 500 fanegas de sembradura todos los años, la mayor parte de ínfima calidad, pues la semilla que más abunda es el centeno; hay algunos árboles de fruta tardía y algunos chopos y álamos, un prado de secano que le pastean los ganados del pueblo, y varios huertos para hortalizas; fuera de los mencionados valles, todo lo demás del terreno es sumamente árido y pedregoso.
Por las inmediaciones de la villa pasa el titulado Rio-franco, que marcha de E a O dejando la población a la derecha; sobre él hay 3 malos puentes de madera que solo sirven para el tránsito de personas y ganados.
Los caminos son comúnmente de herradura para los pueblos limítrofes y se hallan en mal estado.
Producciones: centeno, cebada, avena y cáñamo, ganado lanar y vacuno; caza de perdices, conejos, liebres, lobos, raposas y garduñas, y pesca de algunos barbos y cangrejos; también hay algunas canteras de piedra tosca y minas de yeso que aprovechan los habitantes para sus usos.
Industria: la agrícola y tres molinos harineros.
Población: 85 vecinos, 442 almas.

Capital productivo: 361.105 reales. Imponible: 7.886. El presupuesto municipal asciende a 600 reales que se cubren con lo que dan los propios y por reparto entre los vecinos.

## Geografía humana

### Demografía
Cuenta con una población de 128 habitantes (INE 2024).
| Gráfica de evolución demográfica de Cobos de Cerrato entre 1842 y 2021                                                |
| |
| Población de derecho según los censos de población del INE. Población de hecho según los censos de población del INE. |

Se constata un decrecimiento decenal (años 1996-2007) del 26%, que se enmarca a la tónica de la provincia en que se halla. Históricamente ha sido un centro generador de migración, especialmente durante las décadas 50 - 60 del pasado siglo en el llamado éxodo rural, al ver marchar a mucha población a la capital o a ciudades con mayor industria y dimamismo económico y social.

El medio rural español fue capaz de proporcionar nuevos habitantes a las ciudades españolas entre 1950 y 1980. Actualmente, el medio urbano no es capaz de dispensar al medio rural los habitantes que hagan que la población deje de descender. Paralelamente a este fenómeno, la población urbana, la de las ciudades, envejece y no tiene garantizado el reemplazo generacional. El futuro del medio rural pasa por la reactivación de la natalidad en todo el país. Una tasa de fecundidad de 2,2 hijos por mujer o superior es la que garantiza el reemplazo generacional y los efectos positivos de este hecho sobre la economía.

### Economía

#### Actividades
Sus actividades principales son la agricultura y la ganadería (principalmente ganado ovino). El término municipal cobeño forma parte de la denominación de origen vinícola de Ribera de Arlanza. Aunque ahora produce uva para la D.O. Ribera de Arlanza, Cobos tradicionalmente la ha producido para la elaboración del clarete del Cerrato. El 17.º Salón Nacional del Turismo Rural (2010) dejó patente que la gastronomía es un elemento dinamizador del medio rural y que la motivación del turista va más allá del descanso y el contacto con la naturaleza. Podría crearse la ruta de la tapa y otras.
Cobos fue escogido, en 2011, por la Diputación Provincial para el programa Vivo mi pueblo, con el objetivo de que los escolares de la capital conocieran mejor el medio rural para aprender a valorar la calidad de vida de la que disfrutan los vecinos que viven en la provincia. En marzo de 2011, escolares del CEIP Ramón Carande, de Palencia, visitaron Cobos.
El progreso de una sociedad, también el de una pequeña sociedad rural, se basa en la creatividad. Por eso, porque los cobeños y cobeñas son gentes creativas, sus gentes sabrán innovar y dar futuro al pueblo.
Existen oportunidades de actividad económica en: 
- Las profesiones relacionadas con la gestión del medio natural, la gestión de residuos agrarios, ganaderos, forestales y urbanos, y el tratamiento de aguas tienen futuro en la zona. Baltanás, su comarca y Cobos tienen gran potencialidad como destino gastronómico.
- Explotación de los residuos agrícolas, ganaderos y forestales para elaboración de pellets, briquetas, metano, serrín... y el desarrollo de la bioindustria
- Observador meteorológico

#### Energías renovables
El subsuelo cerrateño presenta unos índices geotérmicos que hacen aprovechables sus aguas para la producción de energía geotérmica. En este sentido, y a título de anécdota, los vecinos de la localidad saben desde siempre que el río que atraviesa la localidad emana abundante vapor en invierno como consecuencia de las altas temperaturas del subsuelo, aprovechables como energía renovable.

## Patrimonio

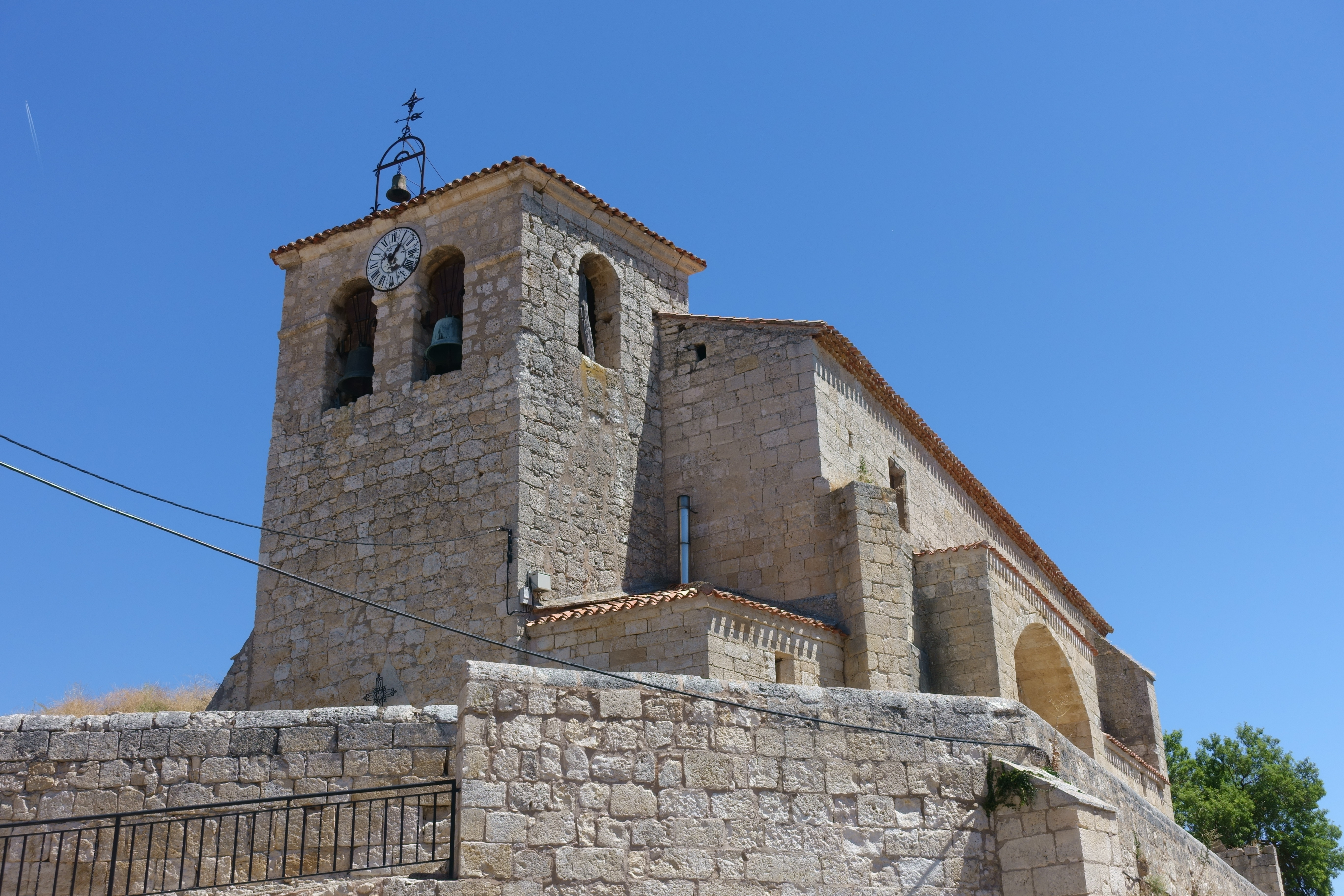
Iglesia de San Román

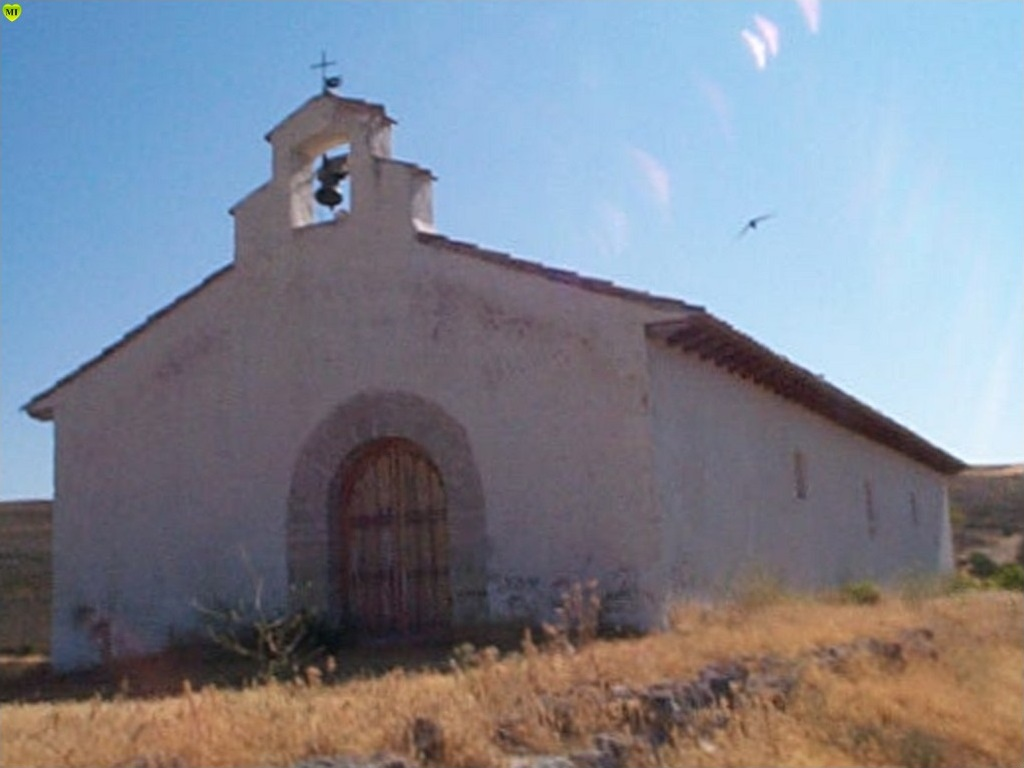
Ermita de Nuestra Señora de Río Franco

## Administración y política

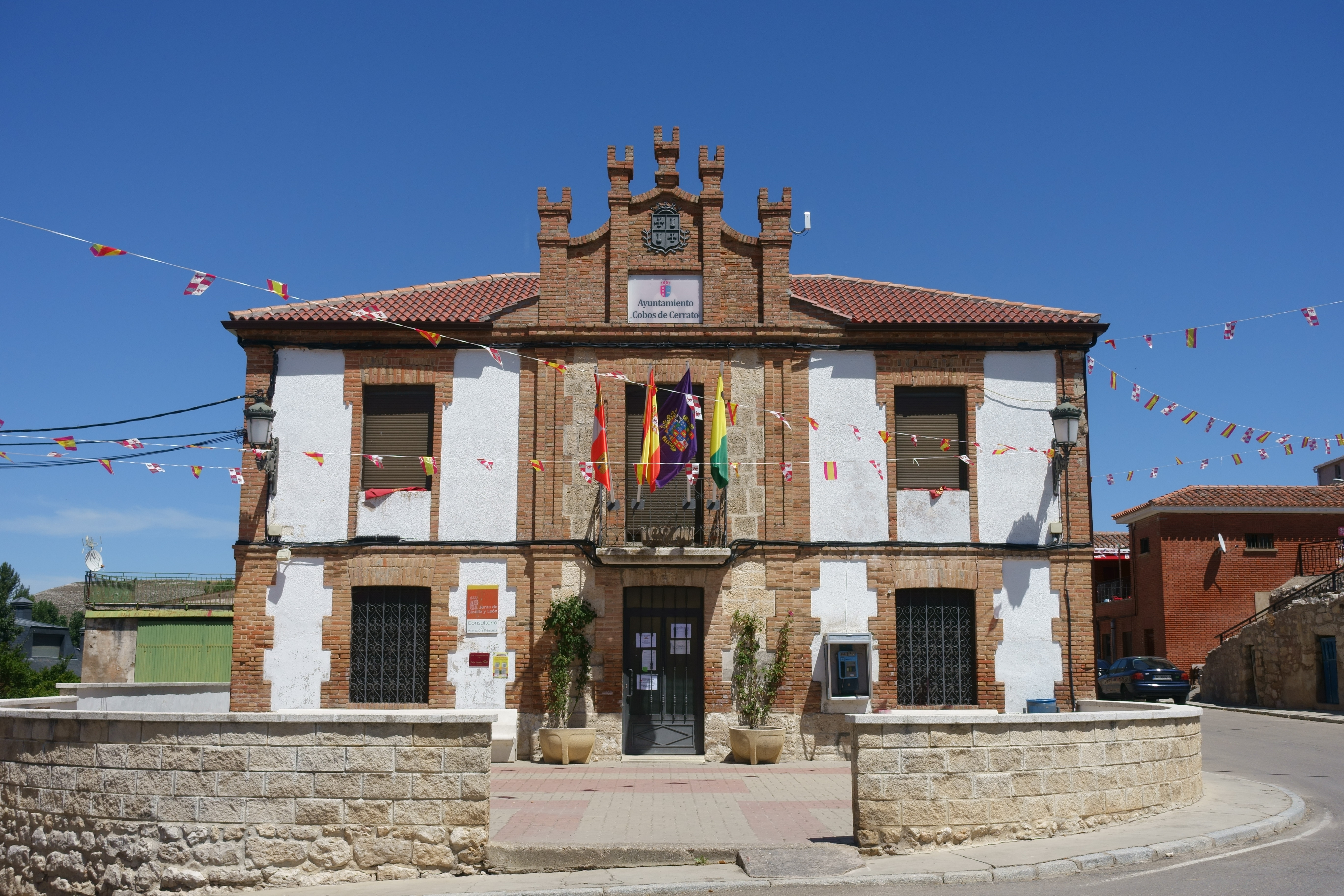
Casa consistorial